# Edward S. Clark Steam Automobiles
Edward S. Clark Steam Automobiles war ein US-amerikanischer Hersteller von Automobilen.

## Unternehmensgeschichte
Edward S. Clark gründete 1895 das Unternehmen in Boston in Massachusetts. Zunächst stellte er Dampfkessel her. 1900 kam die Automobilproduktion dazu. Der Markenname lautete Clark, evtl. mit dem Zusatz Steam Car. Im Jahr 1909 endete die Pkw-Produktion. Dafür entstanden zwischen 1910 und 1912 noch Nutzfahrzeuge.

## Fahrzeuge

### Pkw
Die Personenkraftwagen waren Dampfwagen. Eines der ersten Fahrzeuge hatte einen Dampfmotor mit vier Zylindern, der 20 PS leistete.
Für die Zeit von 1900 bis 1902 ist ein Tonneau mit seitlichem Zustieg überliefert.
1903 gab es vier verschiedene Tourenwagen als Model A, Model B, Model D und Model E sowie mit dem Model K einen Lieferwagen.
1904 war der Style D ein Surrey. Sein Radstand betrug 251 cm. Der Style H hatte 213 cm Radstand und einen Aufbau als Dos-à-dos. Der Style K war ein Lieferwagen mit 175 cm Radstand. Daneben gab es ein Suburban Car mit 183 cm Radstand.
1905 war das Angebot auf ein Modell reduziert worden. Das Fahrgestell hatte 274 cm Radstand. Der Aufbau war ein Tonneau mit seitlichem Zustieg.
Von 1906 bis 1907 stand ein siebensitziger Tourenwagen mit 279 cm Radstand im Sortiment.
Von 1908 bis 1909 gab es das Model LXX. Auf ein Fahrgestell mit 279 cm Radstand war eine viersitzige Karosserie als Roadster montiert.

### Lkw
Die Lastkraftwagen hatten Zweitakt-Ottomotoren.

## Modellübersicht
| Jahr      | Modell       | Radstand (cm) | Aufbau                       |
| --------- | ------------ | ------------- | ---------------------------- |
| 1900–1902 |              |               | Double Side Entrance Tonneau |
| 1903      | Model A      |               | Tourenwagen                  |
| 1903      | Model B      |               | Tourenwagen                  |
| 1903      | Model D      |               | Tourenwagen                  |
| 1903      | Model E      |               | Tourenwagen                  |
| 1903      | Model K      |               | Lieferwagen                  |
| 1904      | Style D      | 251           | Surrey                       |
| 1904      | Style H      | 213           | Dos-à-dos                    |
| 1904      | Style K      | 175           | Lieferwagen                  |
| 1904      | Suburban Car | 183           |                              |
| 1905      |              | 274           | Side Entrance Tonneau        |
| 1906–1907 |              | 279           | Tourenwagen 7-sitzig         |
| 1908–1909 | Model LXX    | 279           | Roadster 4-sitzig            |

## Übersicht über Pkw-Marken aus den USA, dieClarkbeinhalten
| Marke          | Hersteller                           | Vermarktungsbeginn | Vermarktungsende | Ort, Bundesstaat           |
| -------------- | ------------------------------------ | ------------------ | ---------------- | -------------------------- |
| Clark          | Clark Manufacturing Company          | 1897               | 1901             | Moline, Illinois           |
| Clark          | Edward S. Clark Steam Automobiles    | 1900               | 1909             | Boston, Massachusetts      |
| Clark          | A. F. Clark & Company                | 1903               | 1905             | Philadelphia, Philadelphia |
| Clark          | Clark Motor Car Company              | 1910               | 1912             | Shelbyville, Indiana       |
| Clark          | Furgason Motor Company               | 1910               | 1911             | Lansing, Michigan          |
| Clark Electric | Toledo Electric Vehicle Company      | 1909               | 1910             | Toledo, Ohio               |
| Clark Electric | Brunn Carriage Manufacturing Company | 1910               | 1910             | Buffalo, New York          |
| Clark-Hatfield | Clark-Hatfield Automobile Company    | 1908               | 1909             | Oshkosh, Wisconsin         |
| Clark-Norwalk  | Norwalk Motor Car Company            | 1910               | 1910             | Norwalk, Ohio              |
| Clarkmobile    | Clarkmobile Company                  | 1903               | 1904             | Lansing, Michigan          |